# Melissa Rauch
Melissa Ivy Rauch (Marlboro Township, Nova Jersey, Estats Units, 23 de juny de 1980) és una actriu estatunidenca. Llicenciada en Belles Arts en actuació per la Marymount Manhattan College és coneguda pel seu paper com a Bernadette Rostenkowski a la sèrie The Big Bang Theory. Al llarg de la seva carrera ha participat a diferents sèries de televisió com ara Kath & Kim, True Blood o Best Week Ever. També ha fet guions de cinema i ha dirigit i protagonitzat el curtmetratge The Condom Killer. Ha participat a diverses pel·lícules com I Love You, Man i Delirious.

## Biografia
Melissa Rauch va néixer a Marlboro Township, a Nova Jersey És filla de Susan i David Rauch, de confessió jueva.
Va estudiar a Manhattan, al Marymount Manhattan College, diplomada en art i 'audiovisual.
Quan era estudiant, es va distingir en monòlegs còmics al voltant de Manhattan, i es va fer ràpidament un nom a Nova York.
En particular, el seu espectacle L'Educació que li falta a Jenna Bush (The Miss Education of Jenna Bush), que posa en escena la filla de l'antic president estatunidenc Bush, va ser unànimement aclamat per la crítica.
Encarna des de 2009 el paper de Bernadette Rostenkowski en la sitcom americana produïda per la CBS The Big Bang Theory. El personatge va aparèixer al curs de la tercera temporada de la sèrie, per evolucionar d'amiga a promesa, a continuació esposa de Howard Wolowitz. Els dos personatges en efecte, es casen en l'últim episodi de la cinquena temporada.

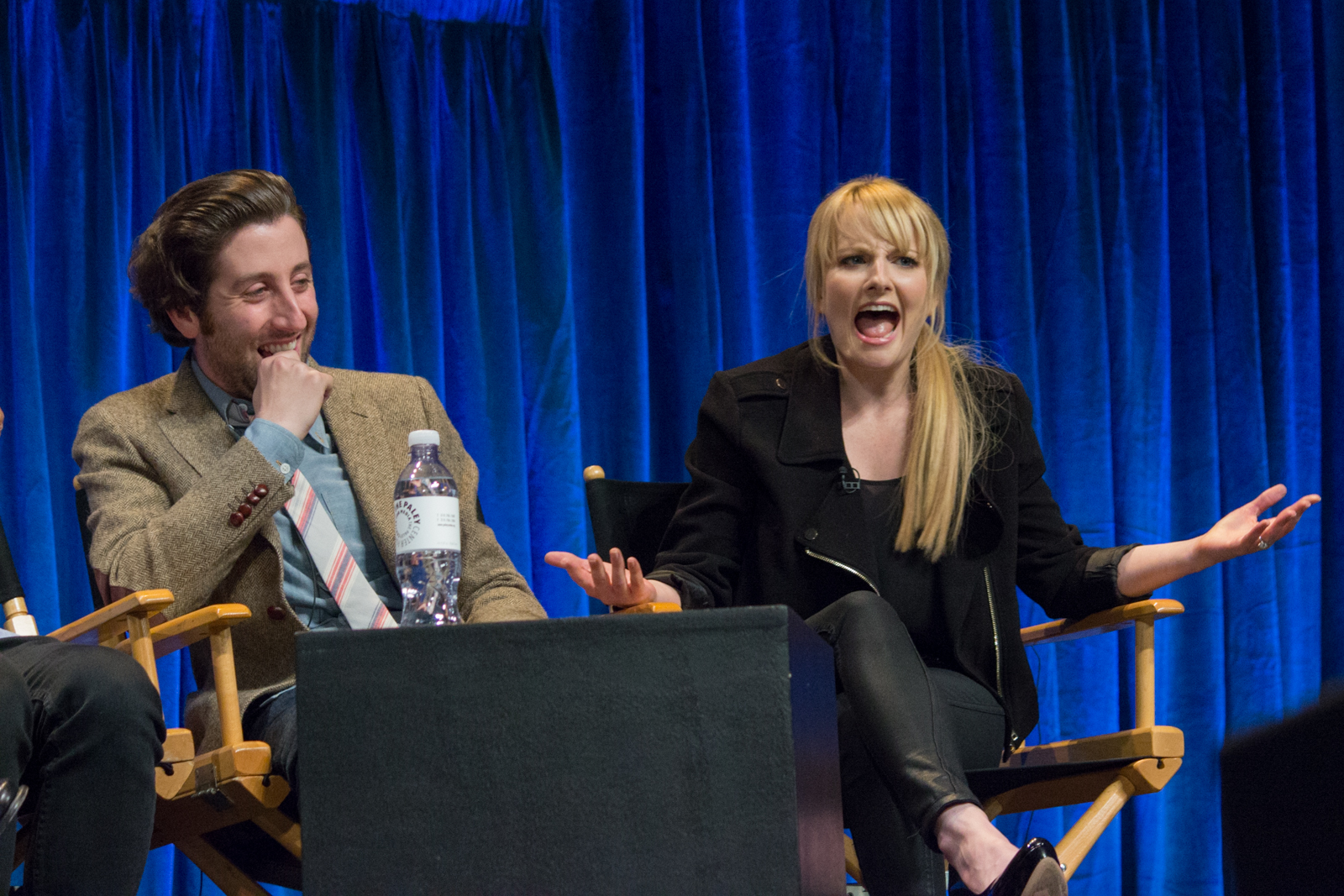
Mélissa i Simon Helberg el 2013

El 14 de desembre de 2011, va ser nominada, amb tot l'equip de The Big Bang Theory, al premi Screen Actors Guild en la categoria de la « millor distribució per una sèrie televisada còmica ».
Ha participat a diverses produccions per la televisió, entre les quals True Blood, on interpreta el personatge de Summer, l'emissió Best Week Ever a la cadena VH1, en la versió americana de la sèrie Kath & Kim), o a les sèries The Office, Dirty Sexy Money i a la pel·lícula I Love You, Man. .
El 2011, va figurar al cartell de la peça de teatre The Realest Real Housewive, al costat de Casey Wilson, June Diane Raphael, Jessica St. Clar i Danielle Schneider, que va ser muntada i posada en escena al Upright Citizens Brigada Theater.

### Vida privada
Melissa està casada des de 2007 amb l'escriptor Winston Beigel, que l'ha ajudat a escriure The Miss Education of Jenna Bush i altres obres.
Melissa té un germà: Ben Rauch, actor i músic.

## Filmografia

### Cinema
| Any  | Títol              | Paper                   | Notes        |
| ---- | ------------------ | ----------------------- | ------------ |
| 2006 | Delirious          | Megan                   |              |
| 2009 | I Love You, Man    | Dona corrent            |              |
| 2009 | The Condom Killer  | Audra                   | Curtmetratge |
| 2010 | Wright vs. Wrong   | Daisy Cake              | Telefilm     |
| 2013 | You Are Here       | Desconeguda             |              |
| 2013 | In Lieu of Flowers | Carrie                  |              |
| 2016 | The Bronze         | Hope Annabelle Greggory |              |
| 2019 | The Laundromat     | Melanie                 |              |